# Classificazione decimale universale
La classificazione decimale universale, in sigla CDU (nota anche con la denominazione inglese Universal Decimal Classification, UDC e con la denominazione tedesca Universelle Dezimalklassifikation, UDK) è uno schema di classificazione sviluppato dai bibliografi belgi Paul Otlet ed Henri La Fontaine alla fine del XIX secolo e pubblicato nel 1905. È un'espansione e potenziamento della classificazione decimale Dewey. Essa si serve di segni ausiliari per indicare gli aspetti particolari di un soggetto nonché le relazioni fra soggetti. In tal modo contiene un elemento significativo faccettato o analitico-sintetico che la rende adatta soprattutto nelle biblioteche specialistiche. Nel corso degli anni la CDU è stata ulteriormente elaborata per adattarla alla crescita delle pubblicazioni nei vari settori dello scibile ed è tuttora sottoposta a revisioni continue per tener conto di tutti i nuovi sviluppi.

## Descrizione
La CDU consente di classificare documenti di ogni genere: innanzi tutto i documenti scritti, ma anche le illustrazioni, le mappe, documenti su supporti non cartacei come registrazioni su pellicola, video, registrazioni sonore e artefatti, come ad esempio i reperti conservati nei musei.
Per gli identificatori dei soggetti la CDU si serve dei numeri arabi e di notazioni del sistema decimale. Ogni identificatore va considerato come scrittura decimale di un numero frazionale (con l'omissione di un eventuale punto decimale iniziale) che determina l'ordinamento degli insiemi di sigle. Per facilità di lettura di solito un identificatore CDU viene completato con un punto ogni tre cifre. In tal modo dopo l'identificatore 61 ("Scienze mediche") vengono le suddivisioni da 611 a 619; sotto il 611 ("Anatomia") vengono le suddivisioni da 611.1 a 611.9; sotto 611.1 vengono tutte le sue suddivisioni che precedono 611.2 e così via; dopo 619 viene l'identificatore 62. Un vantaggio di questo sistema sta nella sua illimitata ramificabilità (ed estensibilità): infatti per introdurre nuove suddivisioni non si devono modificare gli identificatori preesistenti.

## Le undici classi principali
Tali classi sono:
- 0 Generalità. Informatica;
- 1 Filosofia e psicologia;
- 2 Religione e Teologia;
- 3 Scienze sociali. Sociologia. Statistica. Economia. Politica. Educazione. Diritto;
- (4 vacante)
- 5 Matematica. Scienze matematiche, fisiche e naturali;
- 6 Scienze applicate. Medicina. Tecnologia. Agricoltura. Comunicazioni. Industria. Ingegneria;
- 7 Arti. Cultura. Architettura. Fotografia. Musica. Intrattenimenti. Sport. Gioco. Hobby. Musica. Turismo;
- 8 Linguaggio. Filologia. Linguistica. Letteratura;
- 91 Geografia;
- 92 Biografia. Biografie;
- 93/99 Storia. Archeologia.

Un documento può essere classificato sotto una combinazione di più categorie servendosi di simboli addizionali. Per esempio:
| +  | più              | Addizione        | ad es. 59+636 sta per zoologia e allevamento del bestiame |
| /  | sbarra           | Estensione       | ad es. 592/599 sta per zoologia sistematica (tutte le categorie dalla 592 alla 599, estremi inclusi)                                                         |
| :  | due punti        | Relazione        | ad es. 17:7 sta per collegamento fra etica e arte |
| [] | parentesi quadre | Sottoespressione | ad es. 31:[622+669](485) denota statistica dell'attività mineraria e della metallurgia in Svezia (questi ausiliari fanno considerare 622+669 come una unità) |
| =  | uguale           | Lingua           | ad es. =20 sta per l'inglese; 59=20 esprime zoologia in inglese                                                                                              |

La CDU funziona bene con il computer, come riusciva bene prima degli anni sessanta con le apparecchiature meccanografiche. Attualmente è disponibile una versione base della CDU che presenta 60.000 suddivisioni come base-dati specifica chiamata Master Reference File (MRF). L'attuale versione completa della UDC presenta 220.000 suddivisioni.